# Arginina N-succiniltransferasi
La arginina N-succiniltransferasi è un enzima appartenente alla classe delle transferasi, che catalizza la seguente reazione:
succinil-CoA + L-arginina ⇄ CoA + N2-succinil-L-arginina
L'enzima agisce anche sulla L-ornitina. Questo è il primo enzima della via della arginina succiniltransferasi, per il catabolismo dell'arginina. Questa via converte lo scheletro di carbonio dell'arginina in glutammato, con la concomitante produzione di ione ammonio e la conversione di succinil-CoA in succinato e CoA. I cinque enzimi coinvolti nella via sono, oltre a questo, la N-succinilarginina diidrolasi (numero EC 3.5.3.23),  la succinilornitina transaminasi (numero EC 2.6.1.81), la succinilglutammato-semialdeide deidrogenasi (numero EC 1.2.1.71),  e la succinilglutammato desuccinilasi (numero EC 3.5.1.96).